# Minderbroedersklooster (Megen)

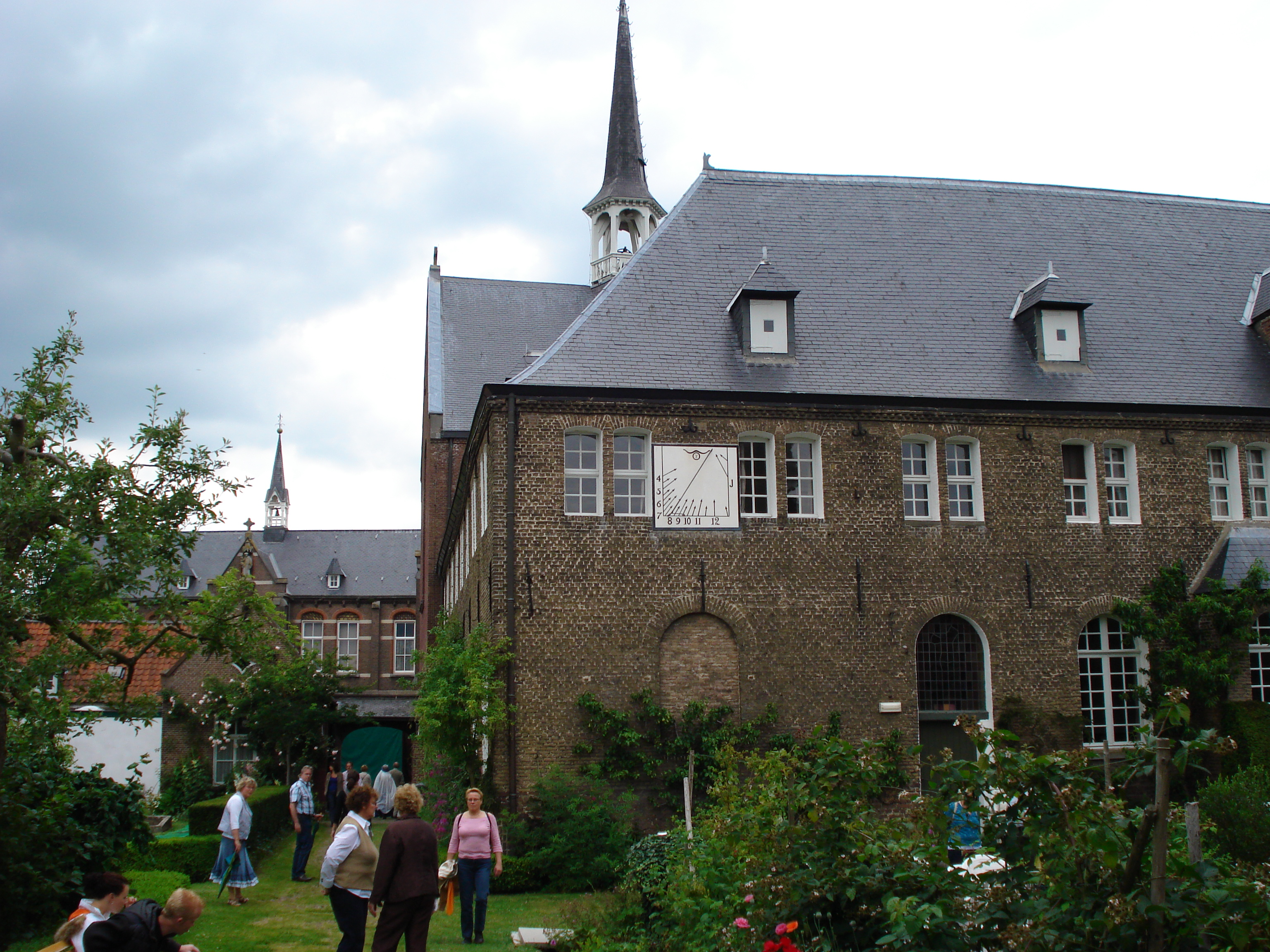
Minderbroedersklooster 'Assisi aan de Maas' te Megen

Het minderbroedersklooster of franciscanenklooster 'Assisi aan de Maas' is een klooster van franciscanen te Megen dat in 1648 werd gesticht. Het is gewijd aan de heilige Antonius van Padua.

## Geschiedenis
Na de capitulatie van 's-Hertogenbosch in 1629 moesten de kloosterlingen de stad verlaten. De minderbroeders trokken naar Megen, waar godsdienstvrijheid heerste.Het klooster werd gebouwd van 1648-1653 en de kapel werd voltooid in 1670.

## Interieur
Er is een kruisgang met een verdieping. Op de benedenverdieping zijn wapens van de schenkers aangebracht, stammend uit de 17e eeuw. In de keuken zijn religieus getinte schilderingen aangebracht. De kapel heeft een driezijdig gesloten koor en is met steen overwelfd. Ze is gebouwd in gotiserende barok.
Het interieur is 17e-eeuws en omvat onder meer een gemarmerd hoofdaltaar uit omstreeks 1680 dat rijk voorzien is van houtsnijwerk. Hierop bevinden zich de wapens van Reinier van Stepraedt en Maria Johanna van Amstel van Mijnden. Naast het hoofdaltaar bevinden zich de zijaltaren in dezelfde stijl. Boven deze zijaltaren hangen schilderijen die gemaakt zijn door Everardus Witte, bijgenaamd het Heilig Bruurke. Het grafmonument van deze in 1950 gestorven broeder bevindt zich in een kapel naast het klooster. Er is een preekstoel uit 1696, vijf biechtstoelen uit 1695 alsmede een laat-17e-eeuws orgel.
In 1645 werd vanuit dit klooster een Latijnse School gesticht, die in de 19e eeuw het Sint-Anthonisgymnasium ging heten. Het bevond zich aan het Everardusplein. Titus Brandsma is de meest bijzondere leerling van deze school geweest. In 1968 werd het gymnasium opgeheven en sindsdien is het als gebouw Acropolis in gebruik als gemeenschapshuis.

## Hof van Lof
De Hof van Lof is een liturgische tuin in kruisvorm die in het minderbroedersklooster is ingericht. De vier kruisarmen komen overeen met de vier seizoenen. De Hof van Lof is toegankelijk voor bezoekers.